# Örantjärnen (Färila socken, Hälsingland, vid Gebbarsstugan)
Örantjärnen är en sjö i Ljusdals kommun i Hälsingland och ingår i Ljusnans huvudavrinningsområde.